# Argiocnemis solitaria
Argiocnemis solitaria är en trollsländeart som först beskrevs av Selys 1872.  Argiocnemis solitaria ingår i släktet Argiocnemis och familjen dammflicksländor. IUCN kategoriserar arten globalt som otillräckligt studerad. Inga underarter finns listade i Catalogue of Life.